# Press Play
Press Play es el segundo EP de la boy band surcoreana BtoB. Fue lanzado el 12 de septiembre de 2012 por Cube Entertainment. «Wow» es el sencillo principal, mientras que «I Only Know Love» fue el sencillo secundario, el cual se usó para promocionar el EP desde el 18 de octubre.

## Antecedentes
Una imagen teaser fue revelada el 4 de septiembre de 2012 a través de la cuenta de Twitter de Cube Entertainment, junto con la fecha de lanzamiento del EP, 12 de septiembre, la canción principal del EP, titulada «Wow» y el nombre del EP, titulado Press Play. La imagen tiene un tema de arte pop y también muestra a una persona en la foto haciendo la palabra «WOW» con sus manos y boca. Más tarde se reveló que la persona que apareció en la foto es el miembro Sungjae. El 5 de septiembre, se lanzó un adelanto de la canción «Wow» en la cuenta de YouTube de BtoB. Un día después, el 6 de septiembre, Cube reveló fotos del grupo, además de fotos individuales de cada miembro. El 7 de septiembre, se lanzó un adelanto del vídeo musical de «Wow». El 12 de septiembre, el EP y el vídeo musical de «Wow» se lanzaron digitalmente de forma simultánea.

## Concepto
Según Cube Entertainment, el concepto de Press Play es una idea del botón de reproducir en un reproductor de casetes y el significado del título deriva de que el tiempo de reproducción BtoB está por comenzar.

## Composición
El EP consta de seis canciones La primera canción del EP, «Press Play», fue escrita y compuesta por Seo Yong Bae, Seo Jae Woo y por la cantante G.NA, que también aparece en la canción. La canción se describe como una canción que tiene un significado literal de disfrutar de la música presionando el botón de reproducir. La segunda canción, «Wow», es uno de los sencillos del EP, fue escrita y compuesta por Kim Do Hyun, Seo Yong Bae y Seo Jae Woo. La canción es de género «new jack swing», que fue popular durante los años 90, e incorpora las sólidas habilidades vocales y de rap de los miembros. La tercera canción, «I Only Know Love» (en coreano: 사랑 밖에 난 몰라), elegido como el segundo sencillo, también fue escrito y compuesto por Kim Do Hyun, Seo Yong Bae y Seo Jae Soo. La canción se describe para que también tenga un sonido retro de los 90. La cuarta canción, «U & I», fue escrita por Hwang Sung Jin y compuesta por Lee Joo Hyung y Lim Sang Hyuk. Se describe para demostrar una historia de amor juvenil sentimental, pero inocente. La quinta canción, «Stand Up», fue escrita por Gum y compuesta por Choi Yong Chan. Se describe para inspirar y dar fuerza a todos los oyentes que están esperando un mañana mejor. La sexta y última canción del EP, «My Girl», fue escrita y compuesta por Triple A. Se describe que está llena del color vocal distintivo de BtoB acompañado por el sonido de una guitarra acústica.

## Promoción
Las promociones del EP con la canción «Wow» comenzaron el 13 de septiembre, en el programa M! Countdown de Mnet. La canción también fue interpretada en Music Bank, Show! Music Core, Inkigayo, Show Champion y The Show de SBS MTV. Una canción titulada «Dream», no incluida en el EP, fue utilizada como un interludio para la presentación de «Wow». La última actuación de «Wow» fue en Inkigayo de SBS, el 14 de octubre. El grupo comenzó a promocionar la canción «I Only Know Love» el 18 de octubre, en M! Countdown.

## Lista de canciones
| Press Play |                                                              |                                                      |                                        |                                        |          |  |
| N.º        | Título                                                       | Letras                                               | Música                                 | Arreglo                                | Duración |  |
| 1.         | «Press Play» (con G.NA)                                      | Seo Yong Bae, Seo Jae Woo, G.NA                      | Seo Yong Bae, Seo Jae Woo              | Seo Yong Bae, Seo Jae Woo              | 3:20     |  |
| 2.         | «WOW»                                                        | Kim Do Hyun, Seo Yong Bae, Seo Jae Woo               | Kim Do Hyun, Seo Yong Bae, Seo Jae Woo | Kim Do Hyun, Seo Yong Bae, Seo Jae Woo | 3:38     |  |
| 3.         | «I Only Know Love» (사랑밖에 난 몰라; Salangbakke Nan Molla) | Kim Do Hyun, Seo Yong Bae, Seo Jae Woo, Jung Il Hoon | Kim Do Hyun, Seo Yong Bae, Seo Jae Woo | Kim Do Hyun, Seo Yong Bae, Seo Jae Woo | 3:30     |  |
| 4.         | «U & I»                                                      | Hwang Sung Jin                                       | Lee Joo Hyung, Lim Sang Hyuk           | Lee Joo Hyung, Lim Sang Hyuk           | 3:22     |  |
| 5.         | «Stand Up»                                                   | Gum                                                  | Choi Yong Chan                         | Choi Yong Chan                         | 3:41     |  |
| 6.         | «My Girl»                                                    | Triple A                                             | Triple A                               | Triple A                               | 3:54     |  |
| 21:21      |                                                              |                                                      |                                        |                                        |          |  |

## Posicionamiento en listas
| Lista (2012)             | Mejor posición |
| ------------------------ | -------------- |
| Álbumes semanales (Gaon) | 4              |
| Álbumes mensuales (Gaon) | 13             |

## Ventas
| Lista                 | Cantidad |
| --------------------- | -------- |
| Copias físicas (Gaon) | 20 769+  |

## Historial de lanzamiento
| País          | Fecha                    | Formato              | Distribuidora      |
| ------------- | ------------------------ | -------------------- | ------------------ |
| Corea del Sur | 12 de septiembre de 2012 | Descarga digital, CD | Cube Entertainment |
| Mundo         | 10 de octubre de 2012    | Descarga digital     | Cube Entertainment |